# ۱۵۰۱ (میلادی)
۱۵۰۱ (میلادی) هزار و پانصد  و یکمین سال تقویم میلادی است.

## رویدادها
۲۲ دسامبر- تاسیس امپراتوری صفویه به دست شاه اسماعیل یکم

## زادگان
- ۲۴ سپتامبر – جرلامو کاردانو، ستاره‌شناس، ریاضی‌دان، مخترع، و فیلسوف ایتالیایی (د. ۱۵۷۶)

## درگذشتگان
- ۳ ژانویه – علی‌شیر نوایی، شاعر ایرانی (ز. ۱۴۴۱)